# Camille Corot
Jean-Baptiste Camille Corot (Pariz, 16. srpnja 1796. – Pariz, 22. veljače 1875.), francuski slikar i grafičar romantizma i realizma.

## Životopis
Slikarstvom počinje da se bavi tek 1822. godine inspiriran djelima C. Lorraina i N. Poussina. Više puta je boravio u Italiji gdje je slikao panorame Rima (Pogled na Kolosej, 1825.) i mnogobrojne pejzaže.
Od 1827. god. redovito je izlagao na pariškom salonu, a 1846. je dobio najviše francusko odlikovanje legije časti. 
Od 1830-ih slikao je u Barbizonu kraj Fontainebleaua sa skupinom mladih slikara tzv. barbizonske škole. Corot je ublažavao njihov realizam unoseći u slike mitološke i alegorijske elemente. 
Kasnije u životu, zahvaljujući velikom komercionalnom uspjehu, posvetio se humanitarnom radu. Više puta je donirao velike količine novca pariškim siromasima, osobito za ubožnicu u Rue Vandrezanne u Parizu. God. 1872. kupio je kuću za tada već oronulog i slijepog Daumiera, a 1875. donirao je Milletovoj udovici 10.000 franaka, kako ne bi morali tražiti socijalnu pomoć. Preminuo je 1875. i sahranjen je na pariškom groblju Père Lachaise.

## Djela
Camille Corot je slikao poetske motive s naglašenom idealizacijom prirode. Još za života kritičari i kolege su ga prozvali „kraljem pejzaža”. Na slikama ne teži prikazati prirodu kakva jeste, već samo svoje dojmove, koristeći njezine oblike i nijanse pomoću kojih želi izraziti svoje poetična raspoloženja. Bio je slikar širokih, svijetlih obzora prekrivenih maglom i prozračnog neba iz kojega se vide njegova iskrena i puna života, osjećanja. U svoje lirske pejzaže i vedute često stavlja mitološke i pastoralne likove. Njegovi suvremenici su bili engleski slikari William Turner i John Constable. Pored pejzaža slikao je i aktove na kojima je primjetan utjecaj Giorgionea i Vermeera, kao i grafike. Boju upotrebljava slobodno, u širokim namazima i ostvaruje atmosferske ugođaje, čime navješćuje impresionizam. Iako nikad nije shvatio stavove impresionista, smatra se da je upravo on oslobodio francuski pejzaž od neoklasičnih kanona i otvorio put umjetnosti modernog doba.
Na njegovim kasnijim radovima su uglavnom zastupljene skale sivih tonova. Njegovo djelo obuhvaća oko 2000 slika, 300 crteža i 10-ak grafičkih listova.  
- Most kod mjesta Narni, 1826., ulje na papiru, Louvre, Pariz.
- Svete žene njeguju tijelo sv. Sebastijana, 1851.-73., uje na platnu, The Walters Art Museum.
- Ples Nimfi, 1851.-73., uje na platnu, d'Orsay, Pariz.
- Avray sa svojim jezerom, prije 1867., ulje na platnu, Nacionalna galerija umjetnosti, Washington.
- Suvenir Mortefontainea, 1864., ulje na platnu, 89 × 65 cm, Louvre, Pariz.

## Vanjske poveznice
- Jean-Baptiste-Camille Corot na Artcyclopedia
- Jean-Baptiste-Camille Corot na WebMuseum